# 高木渉 (名探偵コナン)
高木 渉（たかぎ わたる）は、『週刊少年サンデー』で連載されている青山剛昌原作の漫画作品、およびそれを原作とするテレビアニメなどのメディアミックス作品『名探偵コナン』に登場する架空の人物。
アニメでの声優は同姓同名の高木渉が担当する（#登場の経緯を参照）。ドラマでの俳優は土屋裕一が担当する。

## 人物
警視庁刑事部捜査第一課強行犯捜査三係の刑事を務める巡査部長。目暮警部の部下。年齢は推定26歳。刑事歴は1年以上4年以下。作中で拳銃を構える場面はあるが、発砲シーンが描かれていないため、腕前は不明。
江戸川コナンら子供の話にも耳を傾けるお人好しで、コナンや少年探偵団が巻き込まれた際には真っ先に頼られることが多い。その性格ゆえか、交通部の婦警たちには人気があることが、三池苗子の口から語られている。
家族構成などのプライベートな部分は殆ど不明で、警察官着任以前のエピソードが描かれたこともない。劇場版第16作『11人目のストライカー』によれば、甥がいるという。
警察関係者では目暮警部に次いで登場回数が多く、多数の原作・アニメオリジナルエピソード・劇場版に登場している。特に劇場版では、原作初登場エピソード放送後の第3作『世紀末の魔術師』で初登場して以来、殆どの作品に登場している。第25作『ハロウィンの花嫁』ではメインキャラクターを務めた。
初登場からしばらくの間は頼りない役回りが多かったが、18年間未解決だった佐藤の父の殉職事件を解決してからは活躍する場面が増えている。しかし、単独行動が仇となって死にかけたり、拉致監禁に遭った結果命の危機に晒されたり、連行中の犯人に逃亡されたり、佐藤へ贈る予定だった高額の指輪が事件に巻き込まれた挙句に水没したり、覚醒剤の密売人を護送中に殺害されて佐藤と共に減給処分を受けたりと、気苦労が絶えない。
普段の乗用車は、覆面パトカーの日産・スカイライン25GT-V（ER34型後期セダン）。テレビアニメではエアコン未搭載のトヨタ・パブリカを運転していた。また、単行本36巻「本庁の刑事恋物語」ではスバル・レガシィ（3代目）に乗っていた（直後に爆発で大破）。単行本29巻の「謎めいた乗客」では日産・シルビア（S15型）にも乗っている。
「怪盗キッドと四名画」では怪盗キッドに、『ルパン三世VS名探偵コナン THE MOVIE』ではルパン三世に変装されている。。
第1回キャラクター人気投票での順位は第8位（40票）、テレビ&劇場版キャラクター人気投票は10位、第2回キャラクター人気投票でも10位（226票）と、安室透（降谷零）が登場するまでは警察関係者の中では上位の人気だった。2020年5月7日発売の雑誌『ダ・ヴィンチ』2020年6月号で実施された「読者にしあわせを与えてくれたキャラ」ランキングでは13位を獲得した。

### 嗜好
大のプロレス通であり、プロレス団体で起きた事件では興奮してその知識をまくし立てたため、目暮警部に殴られる結果となってしまった。その他にも、ビデオ収集などの趣味を持っている様子。映画やテレビドラマ、芸能人などのエンターテイメント系については、人並みかそれ以上の知識がある。マラカスが好き。
タバコは吸わない。

## 対人関係
年上・年下にかかわらず基本的には敬語を用い、子供に対しても心優しく接するが、同期（アニメでは後輩）で友人の千葉刑事に対してのみタメ口になる。名前の呼び方は、目上の警察関係者には名字に階級付け、ほぼ同格の警察関係者（佐藤など）や一般人には名字に「さん」付け、子供には名前に「ちゃん」か「君」付けだが、千葉刑事だけは呼び捨てである。
周囲からの呼称は、「高木刑事（江戸川コナンや毛利蘭、少年探偵団ら）」、「高木君（毛利小五郎・目暮警部・佐藤刑事ら）」、「高木（松本警視・毛利小五郎・原作の千葉刑事・目暮警部（まれに）ら）」、「高木さん（アニメ版と原作76巻以降の千葉刑事）」、「高木君・高木刑事（阿笠博士）」。
一人称については、コナン達や目暮警部などとの会話時は「僕」を使うが、本来の一人称は「オレ」。事件の捜査中には「私」を使う場合もある。上司の目暮警部には頭が上がらないが、稀に言い返すこともある。
コナンの核心に接近しかけた数少ない警察関係者の一人で、コナンの正体に疑問を投げかけたことがある。コナンの方も高木と2人の時は、子供らしい口調を使わず素の状態で接する。
少年探偵団の面々と仲が良く、うっかり捜査中の事件のことを話してしまうこともしばしば。コナンからの信頼は深いようで、事件についての調査を依頼されたり、「眠りの小五郎」や「推理クイーン園子」の助手役としてトリックの実演をしたりしている。また、小五郎や阿笠博士の何気ない一言からトリックに気付くこともある。
1年前までは3歳上の先輩・伊達航とコンビを組んでおり、一課内では2人の名前の読みが同じことから「ワタル・ブラザーズ」と呼ばれていた。伊達は1年前に交通事故で死亡するが、それが原因で起こった事件で高木が生命の危機に晒されたことがある。伊達曰く、警察学校の同期である降谷零と背格好が似ているとのこと。

### 佐藤刑事との関係
2歳年上の佐藤美和子刑事とは、職務上の上下関係から始まって恋愛関係へ発展した仲であり、彼女との恋愛模様を交えながら描かれるエピソードには「本庁の刑事恋物語」のシリーズ名が付けられている。
佐藤には当初から想いを寄せていたが、松田陣平刑事を殉職に追いやった爆弾犯が再び起こした事件を解決してから急接近し、相思相愛の仲となる。
なお、高木が張り込みで変装した姿は松田に瓜二つで、後にそれを利用して松田に変装した。生前の松田と親交があった萩原千速からは、「大切なものを守るため直観的に危険の矛先を自分に向ける危うさが松田と似通っている」と、性格面での共通点を指摘されている。
千葉刑事以外の男性の同僚達からは佐藤との仲を僻まれており、デートを邪魔されたり、何かにつけて嫌みを言われたりしているが、その中心だった白鳥警部が小林先生と交際を開始してからは妨害の手が緩みつつある。また、佐藤とキスをしかけるたびに邪魔が入ったものの、犯人逮捕時の負傷による入院中に少年探偵団の計らいによってようやく実現した。それ以降、捜査一課の面々に見られていることを忘れた佐藤にキスをされたり、高木が佐藤のベッドについて言及したり、佐藤の「アレがない」発言に焦燥したり 、佐藤の「激しい運動」発言に興奮したりと、順調に関係は進展しているようである。アニメオリジナルエピソードでは、拳銃強盗事件の捜査中に仮病を使って休暇を取り、正規休暇中の佐藤と共に大分県の湯布院町を訪れたことがある。
少年探偵団には佐藤との交際が始まる前から恋路を応援されている。なお、コナンは高木と佐藤の関係を、自分（新一）と毛利蘭の関係と重ね合わせているようである。
2016年11月には、サイバードの『名探偵コナン公式アプリ』にて、本シリーズの特集キャンペーンが行われた。

## 登場の経緯
高木渉としての容姿と声でそろって正式に初登場を果たしたのは、アニメ66話「暗闇の道殺人事件」（アニメオリジナル）である。当初、事件の経過を説明する役回りは不特定の警官や目暮警部が担当していたが、どうしても事件経過を説明する進行役が必要になったことから、アニメオリジナルキャラクターの制作が決まった。その当時、まだ出番の少なかった小嶋元太役の高木渉がもっと出演したいという希望を持っていたため、それなら高木刑事を作ってしまおうということになった。普通は役者の名前をそのまま役名にはしないが、当時の高木はただの進行役の状態（端役）であり、それほど重要なキャラクターとしては考えられていなかったため、名前は何でもよかったという。
当初は名前なしのモブキャラクターだったが、「暗闇の道殺人事件」のテストアフレコ中に目暮役の茶風林からアドリブで名前を尋ねられた際に担当声優の高木が「高木です」と自分の本名を名乗るアドリブで切り返したことから定着した旨が、2016年に明かされている。このアドリブはテスト中のものだったため使用されておらず、本エピソードで「高木」の名が初めて登場したのは、高木ではなく目暮の口からである。
2022年には、劇場版第25作『ハロウィンの花嫁』の完成披露舞台挨拶に登壇した声優の高木が、高木刑事の登場の経緯を明かしている。高木によれば、端役の警官Aがレギュラー化したら元太と両方で呼ばれたいとの思いから、自分で勝手に「高木です」と名乗っていたところ、スタッフも目暮の補佐役を探していたために高木刑事が誕生したという。なお、千葉一伸も同様に警官Aで遊んでいたところから容姿すら似せた千葉刑事が誕生したが、その後に警官Aを担当した長嶝高士の場合は「三番煎じ」と見なされて却下されたという。
原作での初登場は、単行本18巻で電話に出る際に「高木です」と名乗るシーン。「本庁の刑事恋物語」シリーズでストーリーの中心となってからは、メインキャラクターの一人として扱われるようになった。当初アニメでは肌が色黒で前髪が長かったが、徐々に原作に準拠した容姿へ変化していった。